# Opius flosshilda
Opius flosshilda är en stekelart som beskrevs av Fischer 1972. Opius flosshilda ingår i släktet Opius och familjen bracksteklar. Inga underarter finns listade i Catalogue of Life.